# IC 4212
IC 4212 — галактика типу SBc () у сузір'ї Діва.
Цей об'єкт міститься в оригінальній редакції індексного каталогу.